# Pedro Pomar
Pedro Ventura Felipe de Araújo Pomar (Óbidos, 23 de setembro de 1913 — São Paulo, 16 de dezembro de 1976) foi um político brasileiro, fundador do Partido Comunista do Brasil (PCdoB).
Foi assassinado durante o ataque a tiros à casa 767 da Rua Pio XI, no bairro da Lapa, onde o Comitê Central do PCdoB esteve reunido entre os dias 11 e 15 de dezembro de 1976. Este episódio ficaria conhecido como Chacina da Lapa.
É um dos casos investigados pela Comissão da Verdade, que apura mortes e desaparecimentos na ditadura militar brasileira.

## Biografia
Pedro Pomar nasceu no dia 23 de setembro de 1913 em Óbidos. Aos 5 anos se mudou para Nova York com sua família, a mãe Rosa de Araújo Pomar, natural do Maranhão, os irmãos Roman e Eduardo, e o pai, o peruano Felipe Cossío del Pomar escritor e pintor que seria, no final dos ano 1920, um dos fundadores da Aliança Popular Revolucionária Americana (APRA). A família viveu nos Estados Unidos entre 1918 a 1920, até que o casal se separou e Rosa voltou a Óbidos com os três filhos, sustentando-os com seu trabalho de costureira.
Em 1926, aos 13 anos deixou Óbidos e mudou-se para Belém, para estudar no Gymnásio Paraense, onde se envolveu na luta política dos anos 30, tornando-se um ativista estudantil.
Em 1930, participou dos movimentos políticos do Pará, liderados por tenentes liberais, no entanto não se agradou com eles e decidiu deixar o movimento.
Em setembro de 1932, participou da organização de um levante armado em favor dos constitucionalistas de São Paulo. Quando a situação foi neutralizada, se refugiou no Rio de Janeiro, hospedado na casa da escritora Eneida de Moraes, que era militante comunista e jornalista do Diário de Notícias e convidou Pedro para ingressar no Partido Comunista do Brasil.
Ao sair do Rio de Janeiro, Pedro voltou para Belém, onde concluiu o ginásio e entrou na Faculdade de Medicina, aos 19 anos. Nessa época, ele também jogava futebol profissionalmente pelo Clube do Remo. Em 5 de dezembro de 1935, casou-se com Catharina Patrocínia Torres, que na época tinha 17 anos. O casal teve quatro filhos, incluindo Wladimir Pomar.
A primeira disputa de eleições de Pedro Pomar ocorreu no mês anterior, em 30 de novembro de 1935.  Em 1934, a Constituição havia imposto a realização de eleições indiretas para os governos estaduais. No Pará, o Partido Liberal se dividiu em Frente Única Paraense e União Popular Paraense (UPP). Meses antes da eleição, a UPP viu a independência de vários grupos dentro dela, incluindo a Ala Moça da UPP, que fundou o Partido da Mocidade Paraense, lançando uma chapa com Pedro e Solermo Moreira à frente.
Nas eleições, em novembro, a UPP conseguiu 4.888 votos; o Partido Liberal, 4.460; as chapas Trabalhador para Trabalhador e Vanguarda Operária e Popular, juntas, 844; a Ação Integralista, 219; e o Partido da Mocidade do Pará, apenas 64 votos.
Pedro foi preso pela primeira vez em janeiro de 1936, quando estava no terceiro ano da faculdade, e solto apenas em 16 de junho de 1937. Com a repressão política aumentando, Pomar resolveu viver na clandestinidade, abandonando o curso de medicina e tornando-se militante profissional do PCB.
Foi preso novamente em setembro de 1939, e apenas em 5 de agosto de 1941 conseguiu fugir, seguindo um plano arquitetado com a ajuda de companheiros comunistas como Maurício Grabois e Amarília de Vasconcelos.
Foi eleito com mais de 100 mil votos em janeiro de 1947, pela legenda do Partido Social Progressista (PSP) no pleito complementar para a Câmara Federal, juntamente com outros militantes do PCB. O registro do partido, porém, foi cassado em 1947, durante o governo de Eurico Gaspar Dutra. Apenas Pedro Pomar e Diógenes Arruda Câmara, que haviam sido formalmente eleitos pela sigla do PSP, não foram expulsos, diferentemente de todos os parlamentares comunistas. Na tribuna, denunciava as arbitrariedades da forte e violenta repressão política aos comunistas. Mais do que isso, Pomar também facilitava a entrada de seus companheiros na clandestinidade, e prestava solidariedade aos presos.
Houve um pedido de cassação de seu mandato, encaminhado pelo deputado Nobre Filho. O motivo seria o discurso feito por Pomar no Congresso Mundial pela Paz, realizado na Cidade do México. Pomar foi chefe da delegação brasileira no evento. O pedido foi rejeitado pela Câmara, e seu mandado terminou apenas em 1950.
Pomar voltou à clandestinidade, pois houve a proibição de candidatura de comunistas por qualquer partido. Foi morar no Rio Grande do Sul, onde atuou em lutas populares e operárias sob o codinome Ângelo.
Nesse período, participou da organização da guerrilha de Porecatu ao lado de João Saldanha e  Gregório Bezerra.
Em 1953, voltou ao Rio de Janeiro com sua família, e logo depois, foi estudar na União Soviética até 1955. Entre 1957 e 1962, fez parte da luta interna no PCB, o que fez com que seu cargo, que na época era de dirigente regional, passasse a dirigente do Comitê Distrital do Tatuapé. Depois de muitas divergências, foi expulso do partido, e criou, em fevereiro de 1962, o PCdoB, juntamente com Ângelo Arroyo, Carlos Danielli, João Amazonas, Kalil Chace, Lincoln Oest e Maurício Grabois.
Em 1964, com o golpe militar, a polícia vasculhou e depredou a casa de Pomar, no bairro do Tatuapé, na cidade de São Paulo, e decretou sua prisão preventiva. Pomar se retirou para um esconderijo e viveu com sua família na clandestinidade, se passando por vendedor de medicamentos em suas viagens a áreas rurais, onde instalava militantes.

## Estilo pessoal
Uma testemunha que o conheceu por volta de 1960 o descreveu como: uma pessoa alta e calva, que não fumava, não bebia, tinha uma postura e um andar inconfundíveis, que tinha um temperamento calmo, e mantinha uma postura de um corpo sempre reto, que vestia roupas simples, sempre limpas e bem passadas, apesar de serem antigas. Um observador mais atento, podia afirmar que tais roupas eram ajustadas e, portanto, inferir que não eram, originalmente, dele, muitas vezes dadas por outros companheiros. Além disso era muito afetuoso e adorava crianças. Tinha um rosto expressivo, um olhar direto e indagador. Podia se ver na sua expressão tudo aquilo que estava sentindo. Sorria muito ao falar e quando o via de longe. Escutava muito e quando interrompia a conversa, suas observações eram sérias e suas palavras marcavam pela sabedoria e justiça de quem tinha experiência da vida. Tinha uma excelente memória, comia pouco e tinha costume de chamar as pessoas de "mestre". Quando cumprimentava as pessoas, as tocava nos ombros, olhava dentro dos olhos e sorria. Não dirigia automóveis, preferindo andar a pé ou de ônibus, estava sempre no meio do povo, nos coletivos apertados, sempre no meio da multidão. Viajava constantemente.

## Morte
Pedro foi morto do episódio conhecido como Chacina da Lapa, a última grande operação de aniquilamento de opositores políticos feita pelos regime militar através de seus órgãos de segurança. Estava na presença de Ângelo Arroyo e João Batista Franco Drummond, os três em reunião da alta cúpula do PCdoB. Segundo a ficha de Pomar, “quem espiou pela janela viu ao menos 10 viaturas do Exército e 40 agentes policiais e militares armados com revólveres, carabinas e metralhadoras, apontando para a casa de número 767". Pomar e Arroyo foram mortos no local; Drummond foi levado e torturado até a morte no DOI-Codi.
A causa da morte de Pomar foi apontada pelos legistas José Gonçalves Dias e Abeylard de Queiroz Orsini como "hemorragia interna traumática". O corpo de Pomar foi atingido por aproximadamente 50 tiros.
Acredita-se que a reunião apenas foi descoberta por uma traição: Jover Telles, membro do Comitê Central, foi preso três meses antes da chacina, e teria colaborado com o governo para capturar os companheiros do partido “em troca de bom tratamento e emprego para ele e sua filha na fábrica de armas Amadeo Rossi, no Rio Grande do Sul”.
Pomar foi enterrado sob nome falso em Perus, no Cemitério Dom Bosco. Em 1980 seu corpo foi localizado por sua família, que fez o traslado dos restos mortais para Belém do Pará.